# ميكي أوين
ميكي أوين (بالإنجليزية: Mickey Owen) هو لاعب كرة قاعدة أمريكي، ولد في 4 أبريل 1916 في نيكسا في الولايات المتحدة، وتوفي في 13 يوليو 2005 في ماونت فيرنون في الولايات المتحدة.

## وصلات خارجية
- ميكي أوين على موقع دوري كرة القاعدة الرئيسي (الإنجليزية)
- ميكي أوين على موقعبيزبول رفرنس.كوم (الدوري الرئيسي) (الإنجليزية)
- ميكي أوين على موقعبيزبول رفرنس.كوم (الدوري الثانوي) (الإنجليزية)
- ميكي أوين على موقع جمعية أبحاث البيسبول الأمريكية (الإنجليزية)